# James Meade
James Edward Meade (23 tháng 6 năm 1907 – 22 tháng 12 năm 1995) là một nhà kinh tế học người Anh và là người đồng đoạt giải thưởng Nobel về khoa học kinh tế năm 1977 cùng với nhà kinh tế học Thụy Điển là Bertil Ohlin "cho những đóng góp của họ mở đường cho lý thuyết về thương mại quốc tế và chuyển dịch vốn quốc tế."
Meade sinh ra tại Swanage, Dorset. Ông học tại Malvern College và tiếp tục học ở Oriel College, Oxford năm 1926 để theo đuổi Greats, nhưng sau đó chuyển sang học triết học, kinh tế và chính trị; và ông đã đạt được một số thành tựu nổi bật đầu tiên. Mối quan tâm của ông đối với kinh tế tăng lên sau khi ông học sau đại học tại Trinity College, Cambridge (1930–31), ở đây ông đã tổ chức các cuộc thảo luận thường xuyên với các nhà kinh tế hàng đầu vào thời đó như Dennis Robertson và John Maynard Keynes.
Sau khi làm việc trong Hội quốc liên và Văn phòng nội các, ông là nhà kinh tế hàng đầu trong những năm đầu của chính phủ Attlee, trước khi nhận làm giáo sư tại LSE (1947–57) và Cambridge (1957-1967).

## Tuổi trẻ và giáo dục
Meade chuyển lên sống tại thành bố Bath,Somerset ở phía tây nam nước Anh. Ông học tại của trường Lambrook tại Berkshire từ năm 1917 tới 1921, tại đây ông được học ngôn ngữ Hy Lạp và Latinh. Trong thời gian học tập tại Oriel College Oxford, vào cuối năm thứ hai Meade đã chuyển từ Greats sang triết học, chính trị và kinh tế; đây là khái niệm rất mới vào thời điểm đó, có thể bắt đầu chỉ từ năm 1921. Mối quan tâm của Meade về kinh tế lớn dần do nhiều lý do.
Ông coi tình trạng thất nghiệp nặng nề ở Vương quốc Anh trong thời kỳ giữa hai cuộc thế chiến là một mối đe dọa và tệ nạn xã hội. Cùng với C. H. Douglas, ông đã đưa ra phương thuốc chữa trị cho tệ nạn này.
Năm 1930 Meade nhận được học bổng tại Hertford college, Oxford. Tại đây ông nhận được sự lựa chọn về việc tiếp tục nghiên cứu của ông về kinh tế như một sinh viên cao học. Giai đoạn 1930–31 Meade gia nhập Trinity College, Cambridge sau khi được mời bởi Dennis Robertson, ông gặp Robertson thông qua người dì tuyệt vời của mình.
Khi ở Cambridge, Meade trở thành bạn thân với Richard Kahn, Piero Sraffa, Joan Robinson và Austin Robinson, hình thành một vòng tròn Cambridge (Cambridge Circus) để thảo luận về kinh tế. Họ cùng nhau bắt đầu thảo luận về công trình của Keynes mang tên Một luận án về tiền. Mỗi cuối tuần Keynes sẽ tới và trình bày với thảo luận của nhóm trong tuần do Kahn thực hiện. Họ cùng thảo luận về các lý thuyết với Keynes khi họ gặp nhau vào các tối tứ 2 tại câu lạc bộ kinh tế chính trị tại phòng của Keynes ở King's College.

## Sự nghiệp
Meade làm giảng viên tại Hertford College, Oxford vào năm 1931 và tiếp tục cho đến năm 1937. Meade cùng với những người đam mê trẻ tuổi như Roy Harrod, Henry Phelps Brown, Charlie Hitch, Robert Hall, Lindley Fraser, Maurice Allen và Eric Hargreaves, gia sư cũ của ông tại Oriel College, bắt đầu các khái niệm về giảng dạy kinh tế như một môn học thường xuyên để kiểm tra, đây là môn học tương đói mới tại Oxford. Meade được giao nhiệm vụ với trách nhiệm giảng dạy toàn bộ chủ đề của lý thuyết kinh tế. Kinh tế về thất nghiệp hàng loạt và kinh tế quốc dân là mối quan tâm riêng của Meade. Tại thời điểm đó Oxford đã có một nhánh lớn của Hội quốc liên với Gilbert Murray làm chủ tịch và Margaret Wilson làm thư ký, sau này chính Margaret Wilson sẽ kết hôn với Meade. Meade là thành viên của bộ phận kinh tế của Hội quốc liên tại Geneva năm 1937. Ông là biên tập viên chính của tạp chí "Khảo sát kinh tế thế giới" và xuất bản các ấn bản số 17 và 18.
Tháng 4 năm 1940, Meade bị buộc phải rời Geneva về Anh với gia đình (ông có 3 đứa con) do chiến tranh. Ông trở thành một thành viên của Phòng kinh tế thuộc Ban ư ký Nội các chiến tranh ở Anh và tiếp tục làm việc tại đó cho đến năm 1947, ông được bổ nhiệm làm Giám đốc năm 1946. Meade tham gia với Lionel Robbins và Keynes, họ cùng nhau sử dụng bộ phận này để giải quyết các vấn đề kinh tế hàng ngày, từ hệ thống phân phối tới chính sách giá cả của các công ty quốc hữu hóa. Meade trở thành giáo sư thương mại tại Trường kinh tế London năm 1947, tại đây khoa kinh tế do Lionel Robbins đứng đầu. Trong khi ở Oxford, Meade đã viết một cuốn sách giáo khoa ngắn có tiêu đề "Giới thiệu về chính sách và phân tích kinh tế". Meade tin rằng đó là thời gian để viết lại cuốn sách trong khi giảng dạy kinh tế quốc tế, chính xác hơn lý thuyết về chính sách kinh tế quốc tế. Meade tiếp tục viết tiếp hai cuốn sách có tựa đề Cán cân thanh toán (1951) và Thương mại và phúc lợi (1955).

## Các công trình đã xuất bản
Các cuốn sách của ông bao gồm:
- Lý thuyết về chính sách kinh tế quốc tế  – Cán cân thanh toán (1951)
- Lý thuyết về chính sách kinh tế quốc tế  – Thương mại và Phúc lợi (1955)
- Nguyên lý của Kinh tế chính trị (1965–76)
- The Intelligent Radical's Guide To Economic Policy (1975)
- Tự do, bình đẳng và hiệu quả (1993)